# 系學會
系學生會，常簡稱為系學會，為大學基層學生自治團體，各系通常有一個屬於自己的系學會，如某某系系學會。通常由各系的大學部學生組成；如果該大學附設有專科部，則系學會的成員則有可能融合大學部與專科部的學生，或是專科部獨自成立一個科學生會，簡稱科學會。系學會主辦各種學生活動和處理部分的學生事務，如迎新宿營、系週、新生盃球賽、製作通訊錄等工作，或協助各系辦公室的學生工作。

## 組織
系學會通常設有會長、副會長與若干組(股)，如活動組、文書組、體育組、事務組、公關組、美宣組等。

## 特色
一般系學會的主要工作內容是舉辦系上的學生活動，其中又以康樂性質活動居多，例如某某系之夜、某某系之週等等。而幹部的組織能力、人際關係與個人魅力也非常重要。因為幹部必須投入大量的精神和時間，但普遍來講，往往成功的系學會會長在課業上也有相當不錯的表現，這在台灣大學或東京大學有很多例子。

## 爭議
系學會的財務狀況通常是最容易引發爭議的事項，因此財務的公開和透明化幾乎是每屆系學會的重要課題。

## 系聯會
全稱系學生會聯席會，設有主席、副主席、執行秘書等等，為統整該大學所有系學會之學生自治組織，成員為各系學會之會長。